# بنكويية (لالة زار)
بنکويية (بالفارسية: بنکوییه) هي قرية تقع في إيران في ناحية لاله زار. يقدر عدد سكانها بـ 73 نسمة بحسب إحصاء 2016.